# Kevin O'Donovan
Diarmuid Kevin O'Donovan (Ballydehob, 16 novembre 1921 – Kilkenny, 3 maggio 1992) è stato un cestista irlandese.

## Carriera
Con l'Irlanda ha preso parte ai Giochi della XIV Olimpiade.